# Dolnja Košana
Dolnja Košana je gručasto naselje v Občini Pivka, ki leži na dvignjenem delu Košanske doline pod Košanskim hribom, med Neverkami in Gornjo Košano.
V naselju stoji župnijska cerkev sv. Štefana, sedež župnije, ki cerkvenoupravno spada pod Škofijo Koper. Zaradi nevarnosti turških vpadov je bila cerkev v preteklosti utrjena s taborskim obzidjem. 

V središču vaškega naselja so trgovina, gostinski lokal, gasilski dom in poštni urad. Na začetku naselja je bilo zgrajenih sedem večstanovanjskih stolpičev. 
V naselju deluje osnovna šola, ki jo obiskuje okrog 90 učencev iz Dolnje Košane in bližnjih naselij ter zaselkov (Gornja Košana, Čepno, Volče, Suhorje, Kal, Stara in Nova Sušica, Ribnica, Buje ter Neverke). V njeni neposredni bližini je tudi zgradba stare šole, danes prenovljena, v kateri imajo prostore kulturno in  športno društvo, krajevna skupnost, Društvo košanske mladine, zavod za gozdove ter Telekom.

### Šport
Nogometno moštvo igra v primorski ligi EPNL, pred leti je Košana nastopala tudi v Tretji slovenski nogometni ligi zahod. Košana ima tudi močno balinarsko ekipo, ki nastopa v prvi državni ligi zahod, med drugim je tudi nastopala v najmočnejši državni ligi SUPERLIGA. Balinarski klub ima tudi še dve ekipi (Videm Košana in Košana Mladi), ki nastopata v prvi občinski ligi.